# 臺中市立惠文高級中學天文台
臺中市立惠文高級中學天文台位於臺中市立惠文高級中學，為台灣唯一獨棟大樓圓頂教學天文台。目前設置口徑17吋PlaneWave CDK反射式望遠鏡以及Paramount ME2赤道儀。天文台圓頂為全自動連動式圓頂，可進行遠端遙控操作或是全自動觀測。

## 歷史
- 1999年奉臺中市教育局核准成立，全國唯一獨棟七層樓鋼筋混凝土的天文台。
- 2001年校舍落成啟用並正式招生，天文台內設備受限於經費，觀測功能受到頗多限制，主要應用集中在望遠鏡操作教學以及眼視觀測。
- 2002年圓頂天窗開啟不順，圓頂漏水。
- 2003年火星大接近夜間觀測，天窗上緣完全卡死。年底發包修復無法正常開閉的天窗、購入數套小望遠鏡、更換天文台赤道儀為載重更高的GoTo望遠鏡機種。
- 2004年裝修因天窗卡死遇雨損壞之圓頂室地板、設置天文台多媒體簡報室以及天文教室、購置裝飾燈箱以及掛圖。
- 2008年購置數位式星象儀（台灣自製）以及義大利製充氣式投影天幕。
- 2009年管理教師捐出自製12吋牛頓望遠鏡，自行製作升級圓頂連動套件。
- 2010年初圓頂連動套件竣工並完成初步測試。
- 2018年底建置固定式4m投影天幕。
- 2020年上半年升級數位星象儀，更換投影機以提高解析度與亮度。
- 2020年底天文台圓頂完成維修，更換天文台赤道儀與主鏡。

## 設備

### 主望遠鏡
PlaneWave CDK 17" 反射式望遠鏡，口徑43.2cm，焦距2939mm，焦比F6.8。

### 赤道儀
Paramount ME II。

### 圓頂控制系統
AshDome圓頂連線控制系統。

### 電腦控制系統
TheSkyX星圖軟體控制 ，有提供遠端遙控功能。

### 其他
擁有多媒體教室和星象館。

### 小望遠鏡
- Vixen SXW赤道儀 + Vixen ED102SS 折射望遠鏡

- William Optics Megrez102SD NES 折射望遠鏡

- DOB 8" 杜布森望遠鏡

- Sky-Watcher DOB 10" 杜布森望遠鏡

- Vixen PORTA Ⅱ 經緯儀 + Vixen A80Mf 折射望遠鏡

## 圖片集

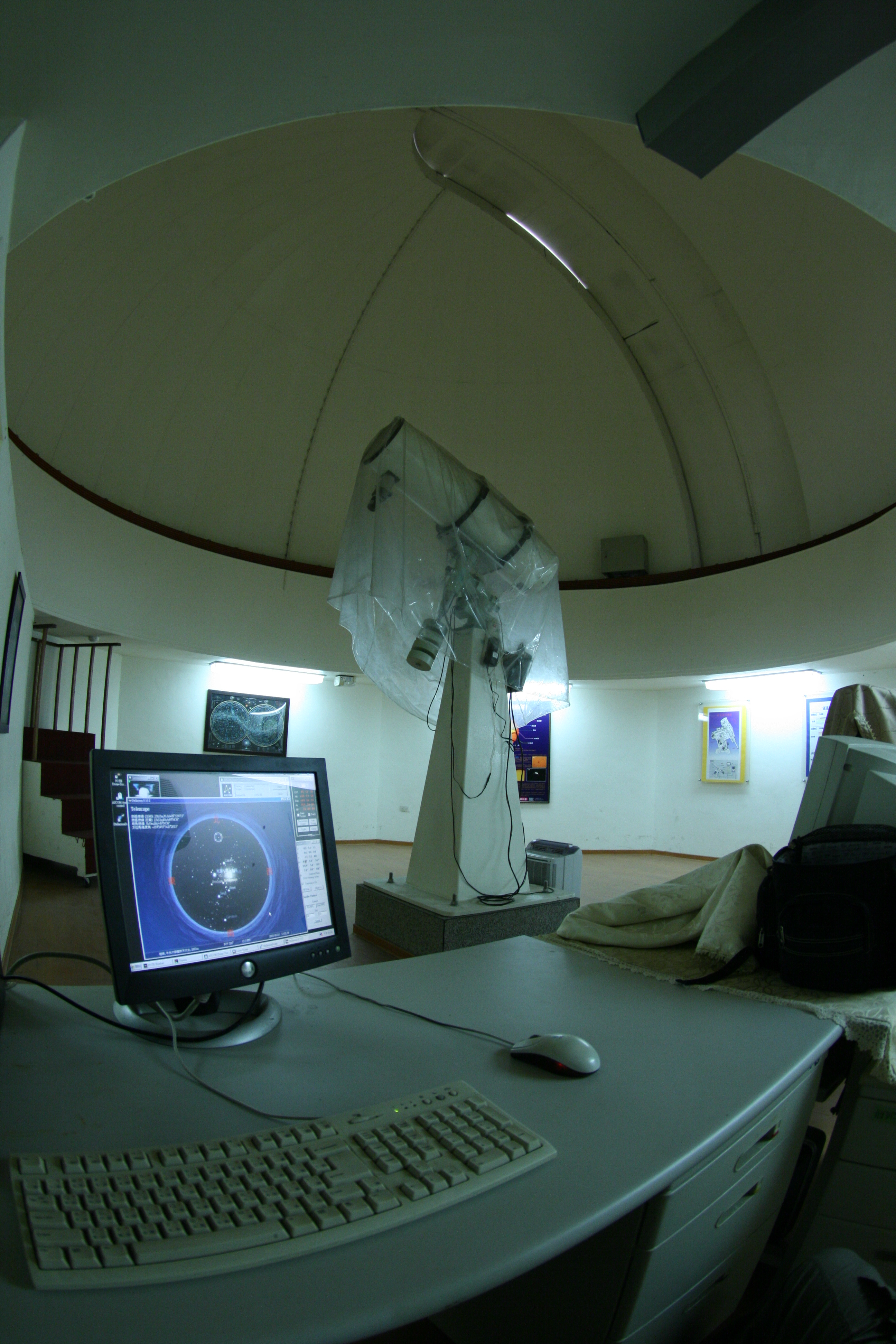
控制系統
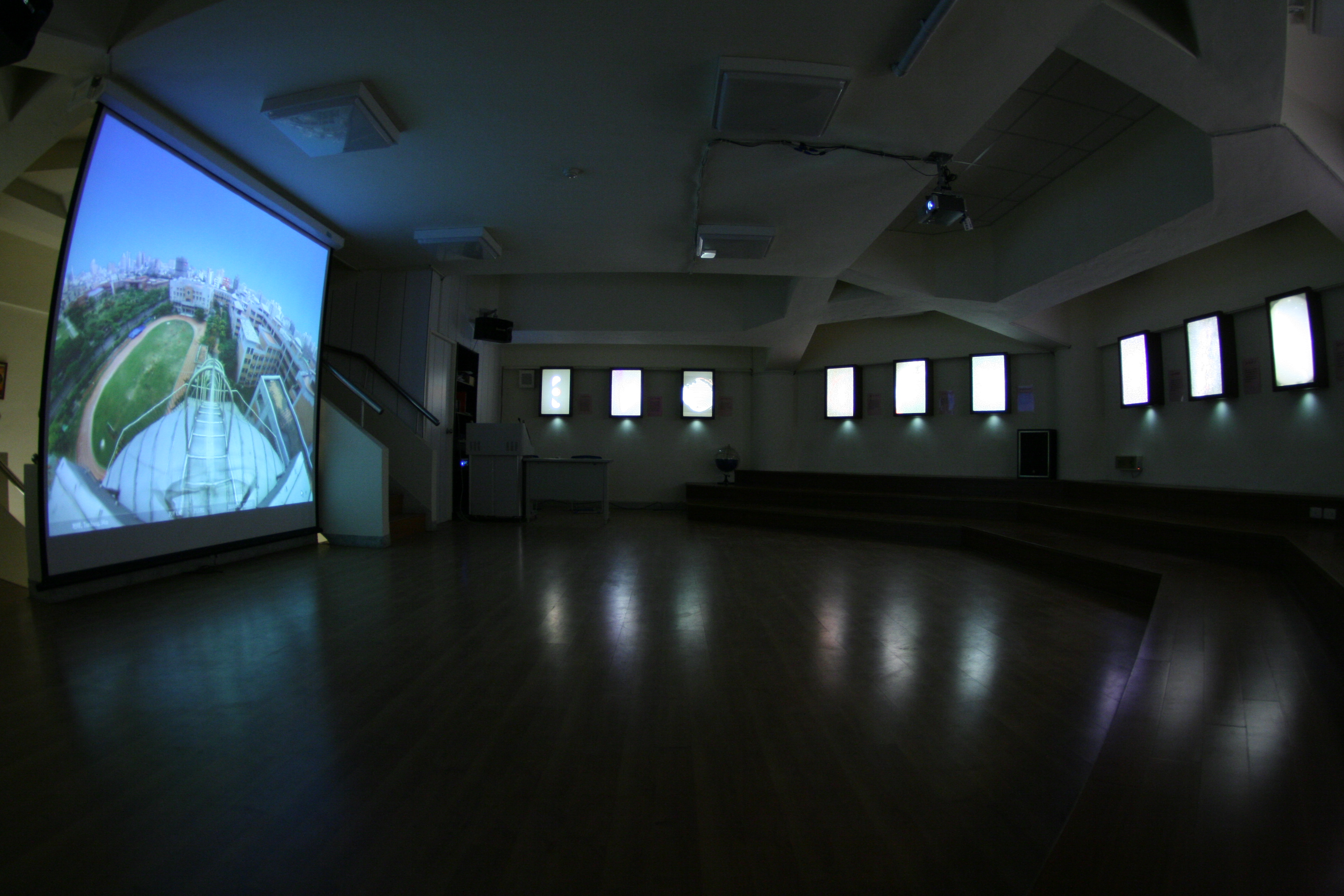
多媒體教室
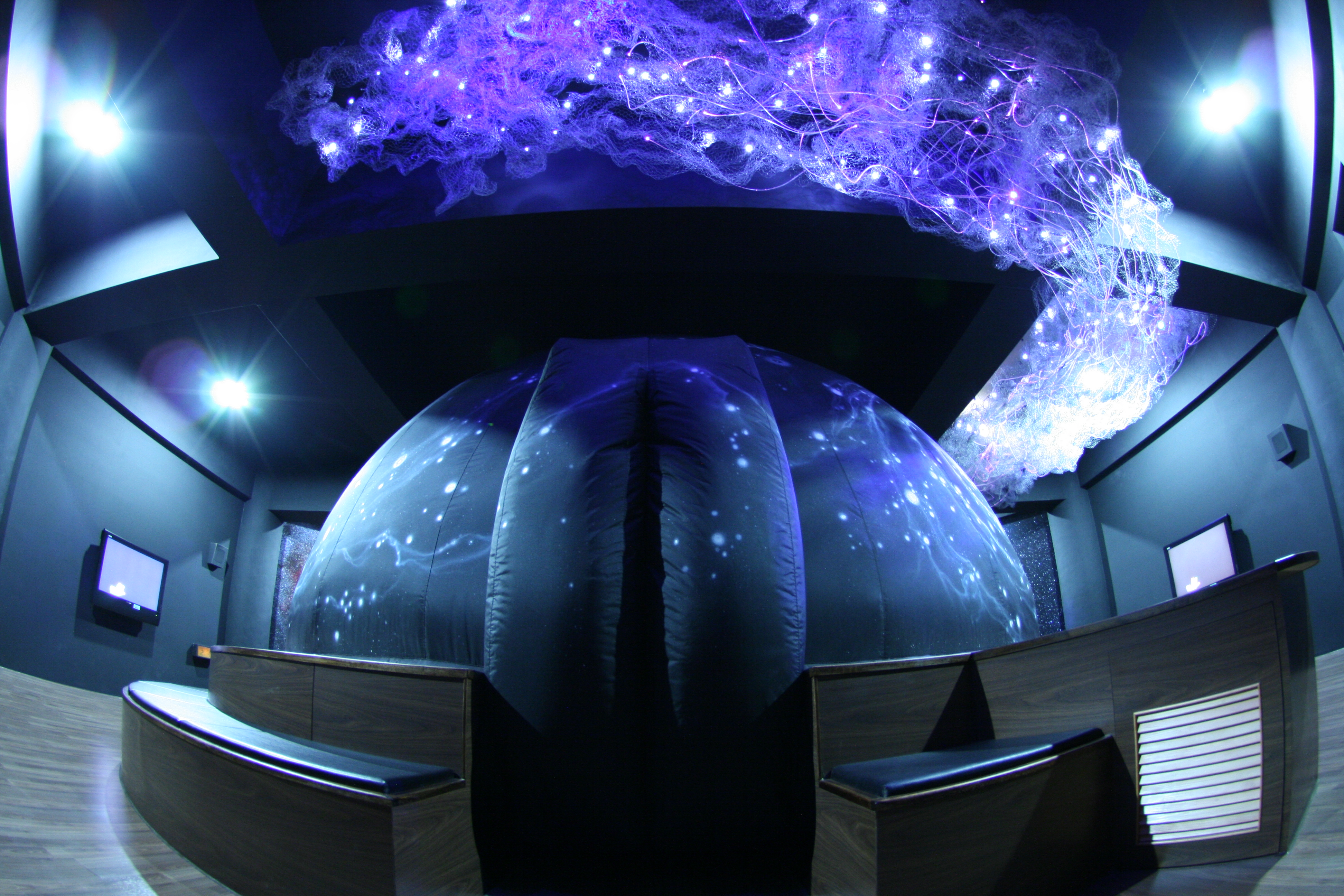
星象教室
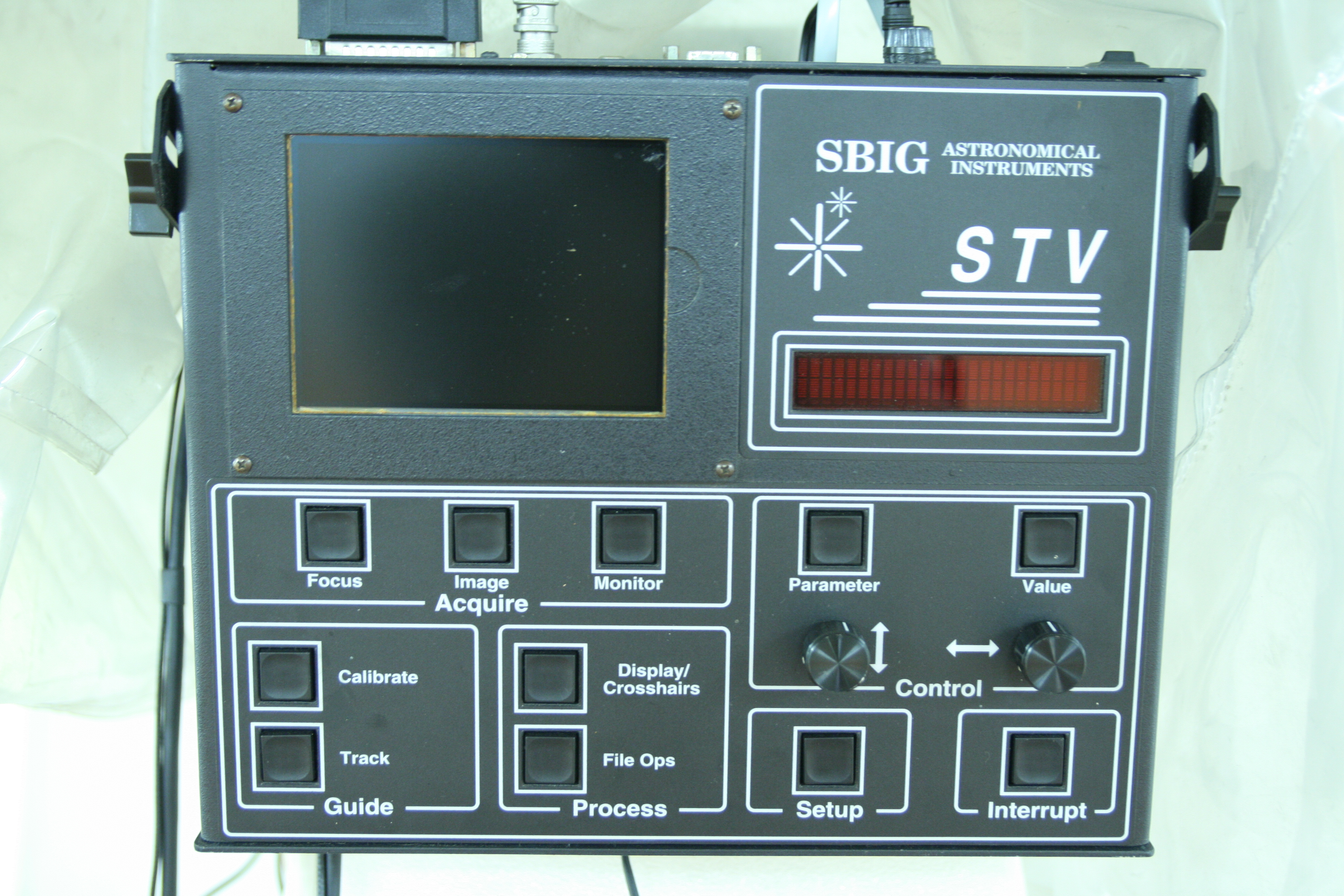
天文台STV
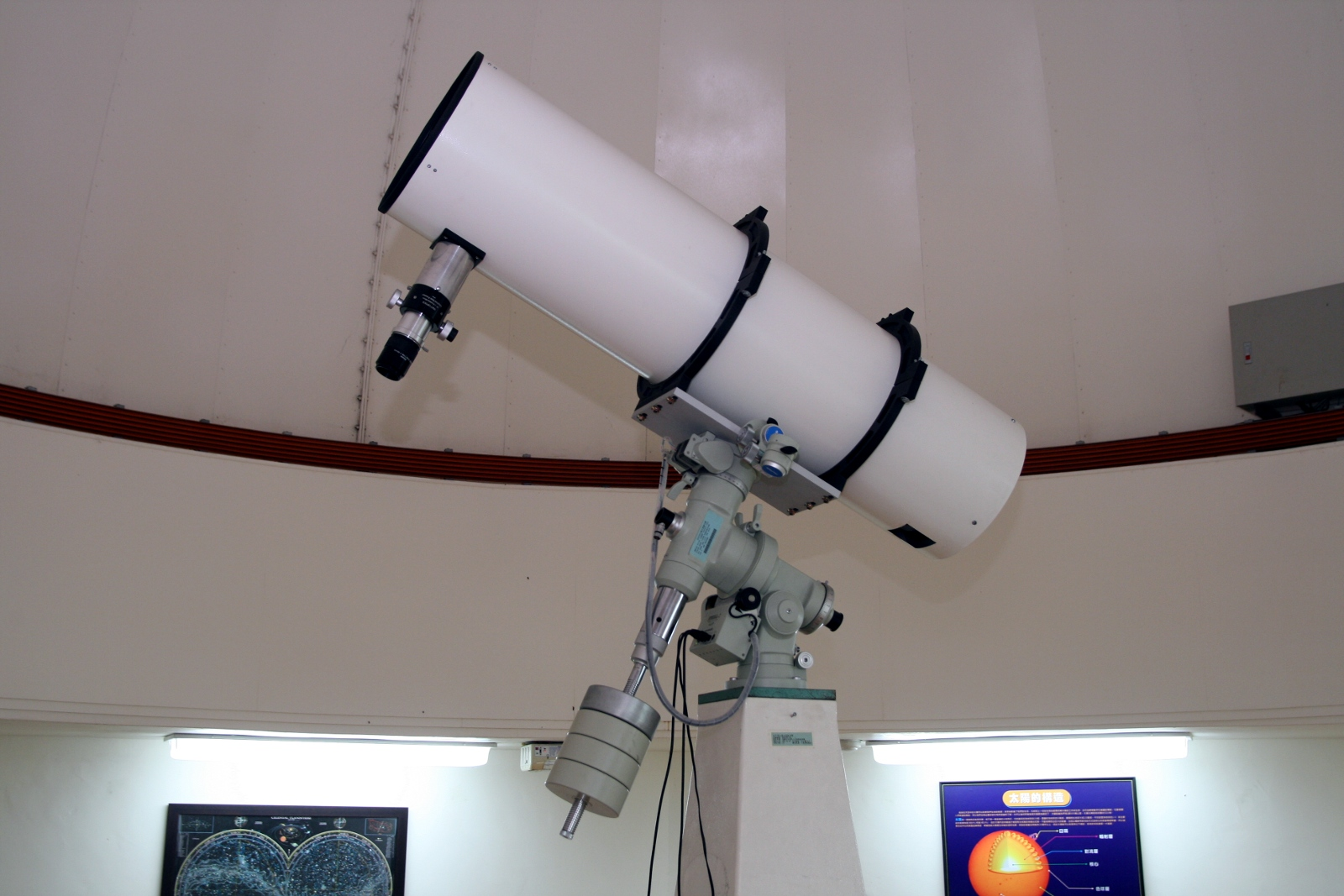
30公分主牛頓望遠鏡
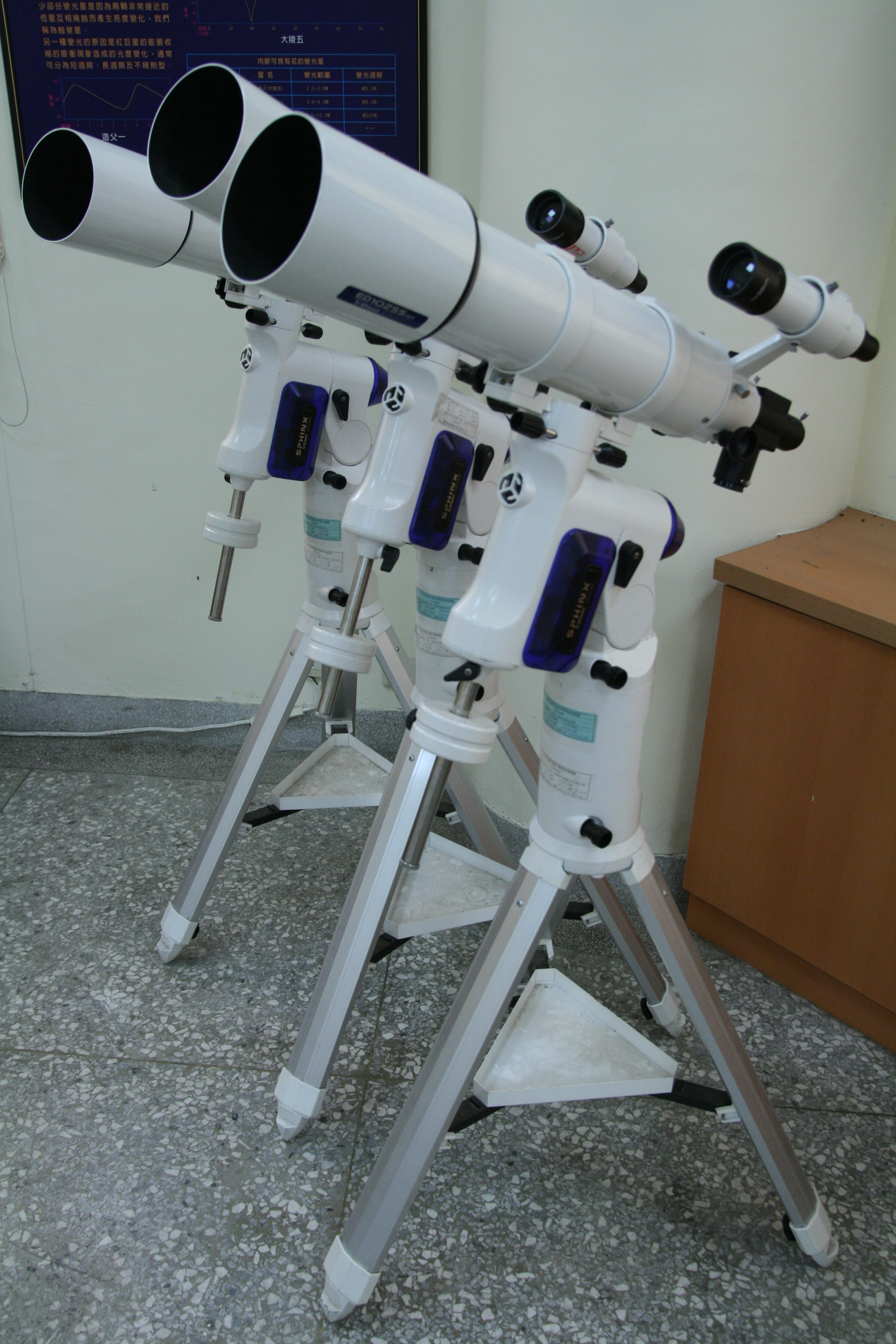
Vixen ED-102SS-SW小望遠鏡

## 外部連結
- 台中市立惠文中學全球資訊網 （页面存档备份，存于）
- 台中市立惠文高中天文台
- 台中市立惠文中學天文台發展網誌 （页面存档备份，存于）
- 台中市立惠文中學教學特色網頁